# Franz Kroll
Franz Kroll (* 22. Juni 1820 in Bromberg; † 28. Mai 1877 in Berlin) war ein deutscher klassischer Pianist. Kroll ist vor allen Dingen durch die Herausgabe einer kritischen Ausgabe von Bachs Wohltemperiertem Klavier bekannt geworden.

## Leben und Werk
Kroll war Schüler von Franz Liszt in Paris und in Weimar. Er lebte ab 1849 in Berlin. Hier wirkte er 1863 und 1864 als Lehrer am Stern’schen Konservatorium.
Kroll schuf einige Klavierkompositionen.